# Пранль
Пранль (фр. и окс. Pranles) — коммуна во Франции, находится в регионе Рона — Альпы. Департамент коммуны — Ардеш. Входит в состав кантона Прива. Округ коммуны — Прива.
Код INSEE коммуны 07184.

## Население
Население коммуны на 2008 год составляло 448 человек.
| 1962 | 1968 | 1975 | 1982 | 1990 | 1999 | 2008 |
| ---- | ---- | ---- | ---- | ---- | ---- | ---- |
| 437  | 371  | 356  | 380  | 389  | 409  | 448  |

## Экономика

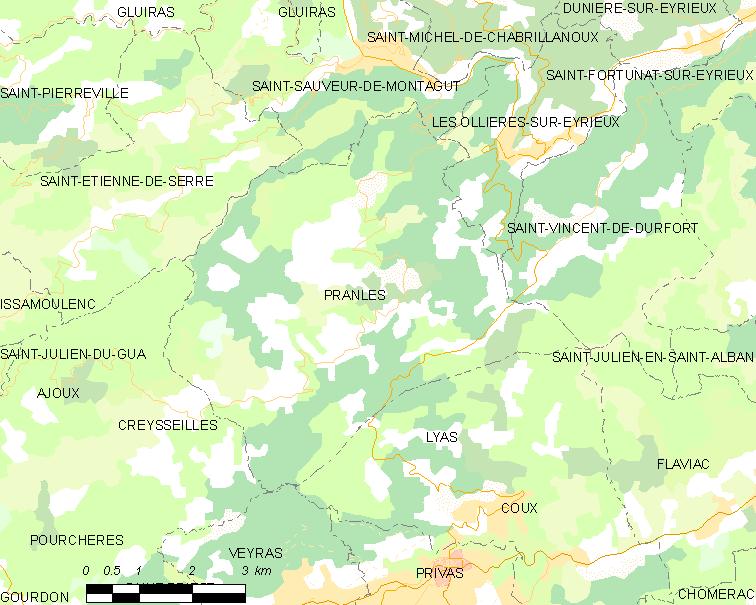
Карта коммуны

В 2007 году среди 296 человек в трудоспособном возрасте (15-64 лет) 196 были экономически активными, 100 — неактивными (показатель активности — 66,2 %, в 1999 году было 77,0 %). Из 196 активных работали 182 человека (102 мужчины и 80 женщин), безработных было 14 (10 мужчин и 4 женщины). Среди 100 неактивных 37 человек были учениками или студентами, 36 — пенсионерами, 27 были неактивными по другим причинам.

## Достопримечательности
- Успенский собор XII века в романском стиле, исторический памятник[2]
- Дом Пьера и Мари Дюран[фр.], исторический памятник, музей[3]
- Мельница Манди